# Sigismondo Martini
Sigismondo Martini (Crema, 21 giugno 1883 – Milano, 24 settembre 1959) è stato un architetto e pittore italiano.

## Biografia
Zio del pittore Carlo Martini, dopo i primi studi a Crema, dove fu allievo del pittore Angelo Bacchetta, si trasferì a Milano, dove completò la formazione alla Scuola Serale degli Artigiani presso l'Accademia di Brera. In seguito frequentò la Scuola superiore d'Arte applicata all'Industria del Castello Sforzesco, dove ebbe come insegnanti Giuseppe Palanti e Luigi Cavenaghi. Conseguita l'abilitazione all'insegnamento nel 1909, si laureò in Architettura ed esercitò la professione a Milano fino alla morte. Della Scuola del Castello Sforzesco divenne anche insegnante.

## Produzione pittorica
Martini fu autore di dipinti dall'impostazione rigorosa e a tratti analoga a quella tipica di Sironi, spesso ritratti, a olio o ad acquarello. Due di essi sono conservati presso il Museo civico di Crema e del Cremasco.
Un filone notevole della sua produzione fu quello costituito dall'affrescatura di cappelle funerarie (ne decorò tre, da lui stesso progettate, al Cimitero Monumentale di Milano e una quarta al Cimitero Maggiore di Crema) e di chiese. Tra esse, si ricordano le parrocchiali di Bottaiano e di Zappello. Gli interni di quest'ultima in particolare vennero interamente affrescati da Martini nel 1923: oltre a motivi classicheggianti e decorativi, sono raffigurati nella parete absidale i Santi Giuseppe e Pantaleone, patrono di Crema, il quale si narra avesse protetto la città dalla pestilenza del 1361. Tra le altre pitture, nelle quali gli squarci architettonici presenti nelle raffigurazioni testimoniano la professione di architetto dell'autore, si segnala la raffigurazione del miracolo della Beata Stefana Quinzani, avvenuto secondo la tradizione proprio a Zappello, e che fu probabilmente l'unica vicenda agiografica riguardante il Cremasco.